# AirBridge Cargo
AirBridgeCargo Airlines, LLC (del ruso: ООО Авиакомпания «ЭйрБриджКарго») es una aerolínea de carga con sede en Moscú, Rusia, filial de Volga-Dnepr. Todos sus vuelos son operados a través de hubs en el aeropuerto internacional Sheremétievo, el aeropuerto internacional de Domodédovo y el aeropuerto internacional de Vnúkovo.

## Historia
La aerolínea fue fundada en 2003 y comenzó a operar el 1 de abril de 2004. Fue establecida por el especialista de carga chárter Volga-Dnepr Group como su brazo de carga regular. En abril de 2004 recibió uno de los dos Boeing 747-200F que fueron adquiridos a Alitalia. En mayo de 2004 inició operaciones comerciales en las rutas Luxemburgo-Pekín y Luxemburgo-Shanghái a través Moscú y Novosibirsk. El segundo Boeing 747-200 inició vuelos regulares en octubre de 2004. AirBridge Cargo comenzó servicios a Nagoya y Hong Kong después de recibir su tercer Boeing 747F en 2005. La compañía entró en el mercado de carga programada en mayo de 2004 cuando un Boeing 747 con la marca AirBridgeCargo realizó su primer vuelo comercial.
En noviembre de 2006 AirBridge Cargo recibió el certificado de operador aéreo propio.
En 2012 AirBridge Cargo fue la primera entre las aerolíneas de carga rusas en comenzar a operar vuelos cruzando el círculo polar en la ruta Hong Kong-Chicago con escala en Krasnoyarsk. Estas rutas permiten ahorros en combustible y reducen el tiempo de vuelo en un 15% en comparación con los vuelos que pasan por Sheremétievo.

## Destinos
La red de rutas programadas abarca tres continentes e incluye 20 destinos en 11 países. La aerolínea realiza vuelos programados desde ciudades de Asia, tales como Shanghái, Pekín, Hong Kong, Zhengzhou, Chengdú, Tokio, Seúl, con los principal centros europeos como Frankfurt y Ámsterdam, así como desde Ámsterdam a Chicago. En la actualidad, la red de rutas de AirBridgeCargo en Europa incluye Frankfurt, Ámsterdam, Leipzig, Milán, París, Ekaterinburgo, Krasnoyarsk, Rzeszow, Novosibirsk y Luxemburgo para el mantenimiento de sus aeronaves. Desde el 9 de mayo de 2014, la aerolínea introdujo vuelos directos a Múnich.

## Flota

### Flota Actual

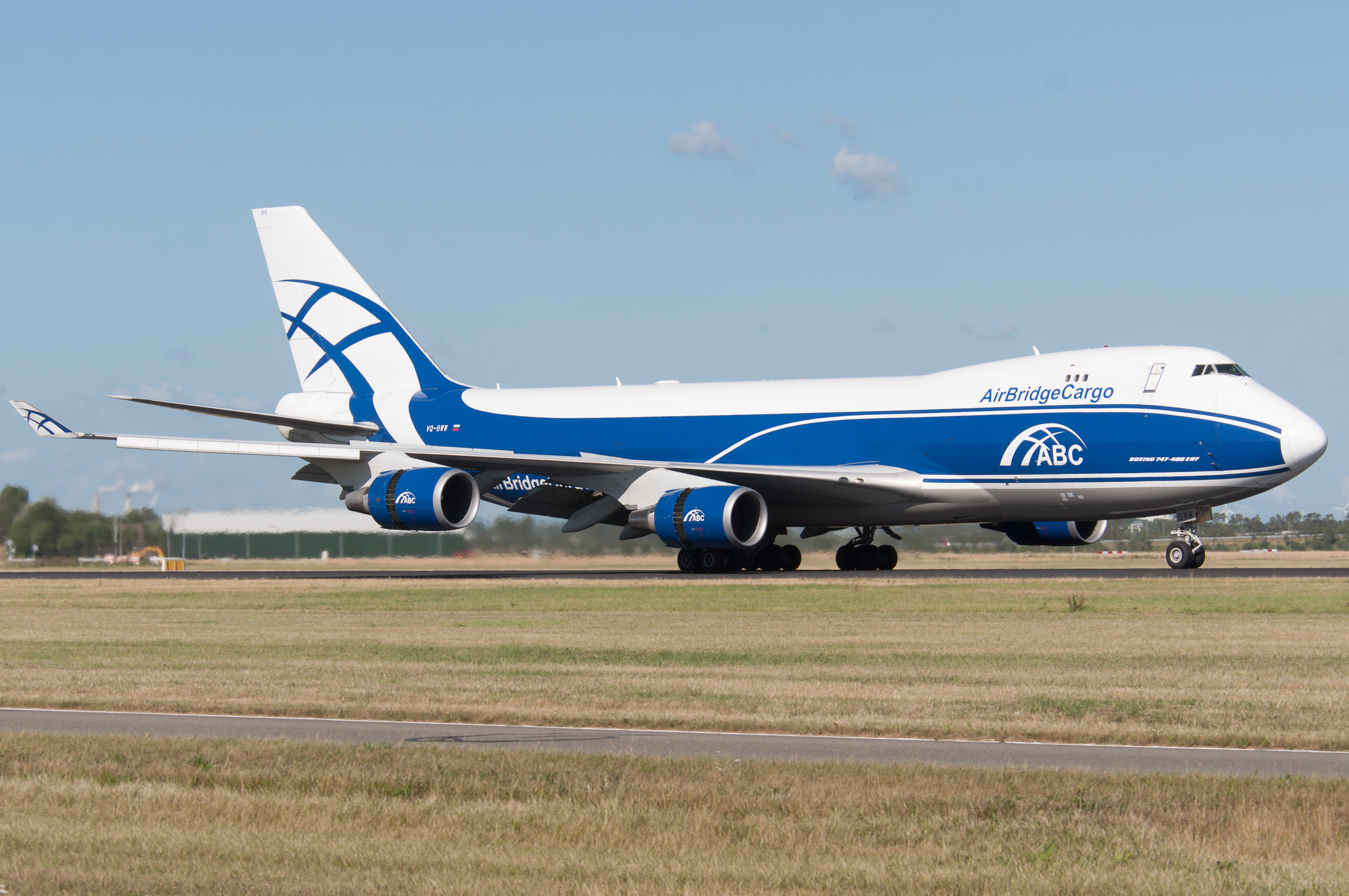
Boeing 747-400F de AirBridge Cargo

En septiembre de 2022, la flota de AirBridgeCargo consistía en los siguientes aviones de carga con una edad media de 8.9 años:
| Aeronave          | En servicio | Órdenes |
| ----------------- | ----------- | ------- |
| Boeing 747-400ERF | 3           | —       |
| Boeing 747-8F     | 12          | 13      |
| Boeing 777F       | 1           | —       |
| Total             | 16          | 13      |